# Theropithecus oswaldi
Theropithecus oswaldi és una espècie extinta de primat de la família dels micos del Vell Món (Cercopithecidae) que visqué a Àfrica i l'Europa meridional des del Pliocè inferior fins al Plistocè mitjà, fa entre 129.000 anys i 5,3 milions d'anys. Se n'han trobat restes fòssils a Algèria, Djibouti, Espanya, Etiòpia, el Marroc, Sud-àfrica i Tanzània.
És probable que el conflicte amb homininis com Homo erectus contribuís a la seva extinció. S'ha trobat un jaciment amb nombrosos individus joves massacrats.

## Descripció
Destaca per la seva grandària en comparació amb altres micos del Vell Món. Una font calcula que un espècimen de T. oswaldi devia pesar uns 72 kg. Els fòssils postcranials d'aquesta espècie són molt més grossos que els dels papioninis vivents, àdhuc el mandril.

## Paleoecologia
Segons els valors de δ13C determinats en fòssils d'aquesta espècie trobats a Swartkrans, era un pasturador especialitzat. Un estudi de microdesgast dental basat en fòssils de la vall de l'Omo fa pensar que la dieta de T. oswaldi era comparable a la del papió gelada d'avui en dia, és a dir, es componia majoritàriament de les parts aèries de monocotiledònies i dicotiledònies herbàcies. Se n'han trobat més fòssils a Elandsfontein, on es nodrien principalment de plantes C3 que pasturaven i brostejaven.